# Boun Oum
Boun Oum (em Lao: ເຈົ້າ ບຸນ ນະ ຈໍາ ປາ ສັກ) (Champassak, 12 de dezembro de 1911 - Paris, 17 de março de 1980) foi um político laociano.
Filho do rei Chao Rasadani, ele renunciou ao seu direito de herdar o trono de Champassak, um antigo reino na parte sul do Laos, embora tenha mantido o tradicional título de príncipe.
Ele foi educado na escola monástica Wat Liep e na escola secundária Chasseloup-Laubat em Saigon durante a administração francesa da Indochina. Na Segunda Guerra Mundial, ele fazia parte da resistência contra os japoneses. Quando em março de 1945 expulsaram os franceses, Boun Oum apoiou a potência colonial, tanto contra o Japão como contra os independentistas de Lao Issara (Laos Livre), liderados pelo príncipe Petsarath.
Quando seu pai morreu em 1946, ele se tornou chefe da casa de Champassak. Em 26 de agosto daquele ano, ele renunciou aos seus direitos dinásticos, de modo que o Laos, depois de dois séculos de divisão, se reuniu. Em compensação por sua renúncia ao trono de Champassak, Boun Oum foi nomeado inspetor de assuntos políticos e administrativos. Este título, embora basicamente honorário, colocou-o na terceira posição mais proeminente na monarquia laociana, apenas abaixo do próprio rei e do príncipe herdeiro.
Foi nomeado primeiro-ministro em 23 de março de 1948. Aceitou a participação de seu país na União Francesa, tendo permanecido no cargo após a independência do Laos em 1949, até 24 de fevereiro de 1950, quando foi deposto por seu primo Souvanna Phouma, neutralista.
A Conferência de Genebra teve lugar em 1954 e levou ao fim da primeira guerra da Indochina. Como resultado, o Laos permaneceu um país neutro entre a Tailândia (aliada dos Estados Unidos) e o Vietnã do Norte (um aliado do bloco comunista). Dois aspectos não foram resolvidos em relação ao Laos. Por um lado, a unidade do país e o regime monárquico foram reconhecidos, mas, ao mesmo tempo, duas províncias no norte do país foram deixadas sob o controle de Pathet Lao (aliado ao Việt Minh). E, por outro lado, embora do ponto de vista das relações internacionais o país fosse neutralizado, não estava claro como ele iria se governar internamente. Tudo isso foi complicado por ter três lados locais: os direitistas (entre os quais estava Boun Oum), os neutralistas e o Pathet Lao, com seus apoiadores estrangeiros.
Retornou para ocupar o cargo de primeiro-ministro entre 15 de dezembro de 1960 e 11 de junho de 1962, quando foi demitido como resultado da Conferência de Genebra, reunida em maio de 1961, e que levou a um governo de coalizão entre grupos direitistas, neutralistas e o Pathet Lao.
Durante seu mandato, o país foi dividido entre os pró-ocidentais dos quais ele fazia parte, os comunistas do Pathet Lao liderado por Souphanouvong e os neutralistas de Souvanna Phouma. Em 1962, ele conseguiu que as forças em disputa aceitassem a legitimidade do estado laociano.
Era Ministro de Assuntos Religiosos até 1972, mas quando o Pathet Lao subiu ao poder em abril de 1974, ele deixou o Laos, mudando-se primeiro para a Tailândia e depois para a França. Ele foi condenado a dez anos de exílio em 1975.
Ele morreu de uma longa doença em 17 de março de 1980 em um hospital na região de Paris.
Casado com Mon Bouaphanh em 1943, eles tiveram seis filhos e três filhas.[carece de fontes?]